# Богомолов Олександр Сергійович
Олександр Сергійович Богомолов (нар. 16 серпня 1954) — радянський і російський тенісист, тренер з тенісу. Майстер спорту СРСР міжнародного класу (1981). Батько тенісиста О. О. Богомолова.

## Біографія
Народився в 1954 році. У теніс почав грати у віці дев'яти років. Перший тренер — А. Лепешина. Виступав за ДСТ «Динамо».
П'ятиразовий чемпіон СРСР серед юнаків в одиночному (1972), парному (1972-73) і змішаному (1973-73) розрядах; абсолютний чемпіон СРСР (1972). Переможець Спартакіади народів СРСР 1983 складі збірної команди Москви. Чемпіон СРСР в парі (1977, 1981-82) і фіналіст в міксті (1982). Володар Кубка СРСР (1981, 1983) в складі команди ДСТ «Динамо». Фіналіст Всесоюзних зимових змагань 1982 одиночному і парному розрядах. Переможець турніру десяти найсильніших тенісистів СРСР (1981). Чемпіон ЦР «Динамо» і ВР ДСТ Профспілок в одиночному розряді (1982). Переможець відкритого чемпіонату Української РСР (1982) в одиночному розряді. Входив до десятки найсильніших тенісистів СРСР (1975-82; найкраще місце — четверте, 1981-82).
Фіналіст чемпіонату Європи (1981) в парі і півфіналіст у міксті. Фіналіст розіграшу «Кубка Валеріо» (1972) у складі збірної юнацької команди СРСР. Переможець відкритого чемпіонату Туреччини 1975 одиночному і парному розрядах. Переможець Зимового міжнародного турніру в парі і фіналіст в одиночному розряді (1982). Переможець Літнього (1975) і Зимового (1979) міжнародних турнірів в міксті.
Деякий час був підопічним Бориса Луніна.
Закінчив Російський державний університет фізичної культури, спорту, молоді та туризму.
Після закінчення виступів перейшов на тренерську роботу. Головний тренер ЦР «Динамо» (1983-92). Тренер тенісного клубу " Тампіко " (Мексика; 1992-94). У 1994—2001 рр. — старший тренер тенісної академії «Монтана» (Маямі, США).
На початку 2000-х років повернувся в Росію. Заснував свою власну академію тенісу в Москві.
Серед його підопічних — О. Брюховець, Л. Савченко, П. Жоромський. Також був першим тренером свого сина Олександра Богомолова.